# Adil Rami
Adil Rami (Bastia, 27 december 1985) is een Frans voormalig voetballer van Marokkaanse afkomst, die doorgaans als centrale verdediger speelde. Hij kwam uit voor onder meer AC Milan, Valencia CF en Sevilla FC. Rami was van 2010 tot en met 2018 international in het Frans voetbalelftal waarmee hij het WK van 2018 won.

## Clubcarrière
Rami's voetbalcarrière begon bij de Franse amateurclub Fréjus. In 2006 tekende hij een contract bij Lille OSC, waar hij in mei 2007 zijn debuut maakte in het eerste elftal. In januari 2011 tekende Rami een vierjarig contract bij Valencia, maar werd eerst nog een halfjaar uitgeleend aan zijn oude club Lille, waarmee hij de dubbel won (competitie en beker).
In oktober 2013 besloot Valencia CF om Rami voor zes maanden uit te lenen aan AC Milan. Hij was speelgerechtigd voor Milan per 1 januari 2014, maar kreeg toestemming van Valencia om al eerder mee te trainen met de Milanezen. Rami tekende in juli 2014 een driejarig contract bij AC Milan, dat hem daarmee definitief overnam. Een jaar later tekende hij een contract tot medio 2019 bij Sevilla, de nummer vijf van Spanje in het voorgaande seizoen. Daarmee won hij in het seizoen 2015/16 de UEFA Europa League. Na zijn avontuur bij Sevilla FC tekende Rami voor vier seizoenen bij Olympique Marseille. In augustus 2019 werd hij door Olympique Marseille wegens wangedrag ontslagen en vertrok twee weken later transfervrij naar Fenerbahçe, waar hij tot het einde van het seizoen verbleef. Ondanks de optie tot een jaar extra bij Fenerbahçe, vertrok Rami op 21 februari 2020 dezelfde dag nog naar PFK Sotsji. Dit was van korte duur, want de competitie werd door de coronacrisis stilgelegd en Rami speelde geen enkele competitiewedstrijd. Rami beëindigde zijn contract bij de Russische club en tekende op 4 september 2020 een tweejarig contract bij Boavista.

## Clubstatistieken
| Seizoen | Club                | Competitie           | Duels | Goals |
| ------- | ------------------- | -------------------- | ----- | ----- |
| 2003/04 | Fréjus              | Championnat National | 4     | 0     |
| 2004/05 | Fréjus              | Championnat National | 24    | 0     |
| 2005/06 | Fréjus              | Championnat National | 30    | 0     |
| 2006/07 | Lille OSC           | Ligue 1              | 2     | 0     |
| 2007/08 | Lille OSC           | Ligue 1              | 24    | 0     |
| 2008/09 | Lille OSC           | Ligue 1              | 33    | 5     |
| 2009/10 | Lille OSC           | Ligue 1              | 34    | 3     |
| 2010/11 | Valencia            | Primera División     | -     | -     |
| 2010/11 | → Lille OSC         | Ligue 1              | 36    | 0     |
| 2011/12 | Valencia            | Primera División     | 33    | 2     |
| 2012/13 | Valencia            | Primera División     | 25    | 0     |
| 2013/14 | Valencia            | Primera División     | 3     | 0     |
| 2013/14 | → AC Milan          | Serie A              | 18    | 3     |
| 2014/15 | AC Milan            | Serie A              | 21    | 1     |
| 2015/16 | Sevilla             | Primera División     | 28    | 0     |
| 2016/17 | Sevilla             | Primera División     | 21    | 0     |
| 2017/18 | Olympique Marseille | Ligue 1              | 33    | 1     |
| 2018/19 | Olympique Marseille | Ligue 1              | 16    | 1     |
| 2019/20 | Fenerbahçe          | Süper Lig            | 1     | 0     |
| 2019/20 | PFK Sotsji          | Premjer-Liga         | 0     | 0     |
| 2020/21 | Boavista            | Primeira Liga        | 0     | 0     |

## Interlandcarrière
Rami maakte op 11 augustus 2010 zijn debuut in het Frans voetbalelftal in een oefenwedstrijd tegen Noorwegen (2–1 nederlaag). Rami nam met Les Bleus eveneens deel aan het Europees kampioenschap voetbal 2012 in Polen en Oekraïne, waar de ploeg van bondscoach Laurent Blanc in de kwartfinales werd uitgeschakeld door titelverdediger Spanje: 2–0. In mei 2016 werd hij opgenomen in de selectie voor het Europees kampioenschap in eigen land, als vervanger voor de geblesseerde Raphaël Varane. Op het toernooi bereikten zijn ploeggenoten en hij de finale, die ze met 0–1 verloren van Portugal. Na het WK in 2018 zette Rami een punt achter zijn internationale carrière waarin hij goed was voor een doelpunt en verschillende assists.

## Erelijst
| Competitie         |           |           |           |           |
| Competitie         | Aantal    | Jaren     |           |           |
| Lille OSC          | Lille OSC | Lille OSC | Lille OSC | Lille OSC |
| ------------------ | --------- | --------- | --------- | --------- |
| Ligue 1            | 1x        | 2010/11   |           |           |
| Coupe de France    | 1x        | 2010/11   |           |           |
| Sevilla            |           |           |           |           |
| UEFA Europa League | 1x        | 2015/16   |           |           |

| Competitie                  | Winnaar   | Winnaar   | Runner-up | Runner-up | Derde     | Derde     |
| Competitie                  | Aantal    | Jaren     | Aantal    | Jaren     | Aantal    | Jaren     |
| Frankrijk                   | Frankrijk | Frankrijk | Frankrijk | Frankrijk | Frankrijk | Frankrijk |
| --------------------------- | --------- | --------- | --------- | --------- | --------- | --------- |
| Wereldkampioenschap voetbal | 1x        | 2018      |           |           |           |           |

1 Lloris  ·
2 Debuchy ·
3 Evra ·
4 Rami ·
5 Mexès ·
6 Cabaye ·
7 Ribéry ·
8 Valbuena ·
9 Giroud ·
10 Benzema ·
11 Nasri ·
12 Matuidi ·
13 Réveillère ·
14 Ménez ·
15 Malouda ·
16 Mandanda ·
17 M'Vila ·
18 Diarra ·
19 Martin ·
20 Ben Arfa ·
21 Koscielny ·
22 Clichy ·
23 Carrasso ·
Coach: Blanc
1 Lloris  ·
2 Jallet ·
3 Evra ·
4 Rami ·
5 Kanté ·
6 Cabaye ·
7 Griezmann ·
8 Payet ·
9 Giroud ·
10 Gignac ·
11 Martial ·
12 Schneiderlin ·
13 Mangala ·
14 Matuidi ·
15 Pogba ·
16 Mandanda ·
17 Digne ·
18 Sissoko ·
19 Sagna ·
20 Coman ·
21 Koscielny ·
22 Umtiti ·
23 Costil ·
Coach: Deschamps
1 Lloris  ·  
2 Pavard ·
3 Kimpembe ·
4 Varane ·
5 Umtiti ·
6 Pogba ·
7 Griezmann ·
8 Lemar ·
9 Giroud ·
10 Mbappé ·
11 Dembélé ·
12 Tolisso ·
13 Kanté ·
14 Matuidi ·
15 Nzonzi ·
16 Mandanda ·
17 Rami ·
18 Fekir ·
19 Sidibé ·
20 Thauvin ·
21 Hernández ·
22 Mendy ·
23 Aréola ·
Coach: Deschamps